# Juan Bautista Villalba
Juan Bautista Villalba (Luque, 29 augustus 1924 – 18 april 2003) was een Paraguayaans voetballer, die speelde als aanvaller. Hij speelde 14 interlands (10 goals) voor Paraguay en scoorde vijf keer tijdens de strijd om de Copa América 1947. Bautista Villalba overleed op 78-jarige leeftijd.